# Ретікон
Ретікон (нім. Rätikon) — гірський хребет у східній частині Альп. Розміщений на перетині трьох європейських країн — Австрії, Швейцарії та Ліхтенштейну.
Загалом, вважається, що це гірське пасмо і є умовною межею між Західними та Східними Альпами. Цей масив розташований в межах: від Валгау на півночі до Преттігау на півдні, та від Монтафона на заході до Рейна на сході.
Найвища його вершина — гора Шлезаплана (Schesaplana) має 2964 метрів (або 9725 ft).
Перелік найбільших вершин гірського гребеню Ретікон:
- Шлезаплана (Schesaplana) → 2964 м (9725 ft)
- Шільтфлу (Schiltfluh) → 2890 м (9482 ft)
- Панюелер (Panüeler) → 2859 м (9380 ft)
- Друзентфлу  (Drusenfluh) → 2829 м (9282 ft)
- Мадрізагорн (Madrisahorn) → 2830 м (9285 ft)
- Зульцфлу (Sulzfluh) → 2820 м (9252 ft)
- Цімбашпітце (Zimbaspitze) → 2643 м (8678 ft)
- Фордер Граушпітц (Vorder Grauspitz) → 2599 м (8528 ft)
- Фалькніс (Falknis) → 2566 м (8419 ft)
- Наафкопф  (Naafkopf) → 2571 м (8445 ft)
- Горншпітце (Hornspitze) → 2537 м (8323 ft)
- Філан (Vilan) → 2376 м (7795 ft)
- Сассауна (Sassauna) → 2308 м (7572 ft)